# Rudolf August (książę Brunszwiku-Wolfenbüttel)
Rudolf August (ur. 16 maja 1627 w Hitzacker (Elbe), zm. 26 stycznia 1704) – książę Brunszwiku-Wolfenbüttel od 1666 do swej śmierci.
Był pierwszym synem Augusta Młodszego, który dożył wieku dorosłego. Od 1685 roku dzielił władzę ze swym młodszym bratem Antonim Ulrykiem, który miał więcej serca do polityki i wkrótce przejął główne obowiązki władcy.
Rudolf August poślubił Christine Elizabeth, córkę Albrechta Friedricha, hrabiego Barby-Muhlingen. Dwie ich córki osiągnęły wiek dojrzały:
- Dorothea Sophia (1653-1722), poślubiła Johanna Adolfa, księcia Schleswig-Holstein-Sonderburg-Plön.
- Christine Sophia (1654-1695), poślubiła Augusta Wilhelma, księcia Brunswick-Lüneburg.